# Ballymore Castle
Ballymore Castle er et beboelsestårn fra 1500-tallet, der ligger i Lawrencetown i County Galway, Irland. Det tilhørte oprindeligt O'Madden-familien. Et hus blev bygget på i 1620 og borgen er blev ombygget meget siden da.